# Aphanius apodus
Aphanius apodus är en fiskart som först beskrevs av Gervais, 1853.  Aphanius apodus ingår i släktet Aphanius och familjen Cyprinodontidae. IUCN kategoriserar arten globalt som otillräckligt studerad. Inga underarter finns listade i Catalogue of Life.